# La Chapelle-Saint-Sépulcre
La Chapelle-Saint-Sépulcre è un comune francese di 277 abitanti situato nel dipartimento del Loiret nella regione del Centro-Valle della Loira.

## Società

### Evoluzione demografica
Abitanti censiti